# Prima che sia troppo presto
Prima che sia troppo presto è un film commedia del 1981, sceneggiato e diretto da Enzo Decaro.

## Trama
Nella  sede Nato di Bagnoli lavora maldestramente e a disagio con le apparecchiature moderne, che si ritrova anche in casa, il protagonista del film, Tony  che convive con l'ufficiale Janet dell'esercito statunitense. Fortemente frustrato, Tony decide di ritornare nel quartiere di Napoli dove ha sempre vissuto. Appena arrivato viene derubato dei bagagli e una volta a casa scopre che sua madre sperpera e perde tutto il suo denaro giocandoselo alle lotterie.
Dopo alterne vicende, Tony viene assunto come impiegato comunale in qualità di assistente sociale per la terza età e durante il suo lavoro scopre che un sussidio che avrebbe dovuto essere corrisposto agli anziani non è stato loro dato. Tony allora organizza una spedizione con i vecchietti e occupa la stazione radio della Nato per denunciare l'accaduto riuscendo così ad ottenere l'assegnazione di una sede per le attività degli anziani.
Janet, entusiasta dell'operazione eseguita abilmente dal giovane napoletano,  annulla un suo prossimo rientro negli Stati Uniti d'America e si dimette dall'esercito per rimanere al fianco di Tony.